# Liste des ducs de Fitz-James
Pour les articles homonymes, voir Fitz-James (homonymie).

Armoiries des ducs de Fitz-James.

Le duché de Fitz-James (prononcer : fitz-jamme) est un duché-pairie français créé pour le maréchal de Berwick en 1710.
Le maréchal Jacques Fitz-James, était un fils bâtard et légitimé du roi Jacques II d'Angleterre et d’Arabella Churchill (Fitz est un terme médiéval normand signifiant le fils). Son père lui conféra le titre de duc de Berwick dans la pairie d'Angleterre. Après la Glorieuse Révolution de 1688 qui chassa Jacques II du trône, Berwick se mit au service de Louis XIV. Il fut fait maréchal de France en 1703. 
Ses services dans la guerre de Succession d'Espagne où il s'illustra comme un des meilleurs généraux au service de la France, lui valurent le duché espagnol de Liria y Jérica (1707) et le duché français de Fitz-James (23 mars 1710). 
Celui-ci avait comme particularité d'être destiné non pas au fils aîné du maréchal, qui reprit les duchés de Berwick et de Liria y Jérica, mais à son cadet Henry James de Fitz-James.

## Liste chronologique
1. 1710-1718 : Jacques Fitz-James (1670-1734), 1er duc de Fitz-James, maréchal de France.
2. 1718-1721 : Henry James de Fitz-James (1700-1721), 2e duc de Fitz-James, fils du précédent.
3. 1721-1736 : François de Fitz-James (1709-1764), 3e duc de Fitz-James, puis évêque de Soissons, frère du précédent.
4. 1736-1787 : Charles de Fitz-James (1712-1787), 4e duc de Fitz-James, frère du précédent.
5. 1787-1805 : Jacques-Charles de Fitz-James (1743-1805), 5e duc de Fitz-James, fils du précédent. Marié le 26 décembre 1768 à Marie, fille d'Henri de Thiard de Bissy.
6. 1805-1838 : Édouard de Fitz-James (1776-1838), 6e duc de Fitz-James, fils du précédent.
7. 1838-1846 : Jacques Marie Emmanuel de Fitz-James (1803-1846), 7e duc de Fitz-James, fils du précédent.
8. 1846-1906 : Edouard Antoine Sidoine de Fitz-James (1828-1906), 8e duc de Fitz-James, fils du précédent.
9. 1906-1944 : Jacques Gustave Sidoine de Fitz-James (1852-1944), 9e duc de Fitz-James, fils du précédent.
10. 1944-1967 : Jacques de Fitz-James (1886-1967), 10e, cousin du précédent, sans postérité masculine.